# Upu
Upu ist der Name einer Gottheit der ägyptischen Mythologie. Er war der Beschützer von Hathor und Bekämpfer der „Feinde der Sonne“. Er wurde als sitzender, schreitender oder aufrecht stehender Pavian mit Krötengesicht dargestellt. In den Krypten von Dendera findet sich eine Darstellung von Upu, wie er lange, spitz zulaufende Messer in den Händen hält. Upu wurde in späterer Zeit mit dem Gott Atum gleichgesetzt.